# Ivoševci
Ivoševci falu Horvátországban Šibenik-Knin megyében. Közigazgatásilag Kistanjéhez tartozik.

## Fekvése
Knintől légvonalban 16, közúton 23 km-re nyugatra, Dalmácia északi-középső részén, Bukovica területén, a Krka jobb partján fekszik.

## Története
A régészeti leletek tanúsága szerint területe már a történelem előtti időben is lakott volt. Ezt tanúsítják a Krka szurdokában található várhelyek és a liburnoknak tulajdonítható számos lelet. Az 1. században a rómaiak a Krka szurdokvölgyében építették fel első táborukat, majd az 1. és 2. században a stratégiai fontosságú Burnum városát, melyből mára két, kőből épített boltív látható a Radučićról Ivoševcire menő út mellett. Burnumot Idősebb Plinius római történetíró említi először castellumként „Naturalis Historia” című művében, melyben beszámol Octavianusnak i. e. 35 és 33 között az illírek ellen vezetett hadjáratáról. Ez a Burnum a Krka bal partján állt átellneben a jobb parton fekvő katonai táborral. A katonai tábor, melynek pontos helye ma sem tisztázott az illírek közeli váráról kapta a nevét. Felépítése valószínűleg éppen az említett hadjárat idején történt. A pannon-illír felkelés idején 6 és 9 között Burnumban állomásozott a XX. (Valeria Vitrix) légió, melyet a XI. (Claudia) légió váltott fel. Ez a légió kezdte meg 9–10-ben az állandó tábor felépítését. A légió 70-ben Germániába távozott és a IV. (Flavia Felix) légió váltotta fel őket. Ennek távozása, 86 után Burnum elveszítette katonai tábor jellegét, csak kisebb római egységek állomásoztak itt, a település pedig fokozatosan a falakon kívülre terjeszkedett. A polgárváros innen 2 km-re alakult ki. A városi rangot valószínűleg Hadrianus római császár idejében (117-138) érte el. Ivoševci területén négy áldozati oltárt is találtak ebből az időből. Az amfiteátrum maradványai a tábortól mintegy ötszáz méterre nyugatra, az 59-es számú főút nyugati oldalán kerültek elő. Burnum utolsó említését Procopiusnál találjuk, aki „Bellum Gothicum” című művében ír a bizánciaknak a gótok ellen vívott háborújáról (535-555) és Burnumot poliszként, azaz városként említi. A gótok 537-ben Scardona a mai Skradin közelében elszenvedett vereségük után ide húzódtak vissza. Ekkor még egyszer újjáépítették a falakat, melyek részben már romosak voltak. Innen indultak Salona felé, ahol újabb vereséget szenvedtek. Ezután Burnumot nem említik többé, lakossága valószínűleg a biztonságosabb tengerparti városokba húzódott. Az avarok és szlávok érkezésével a városban minden élet megszűnt. Maradványait széthordták, de még a török kiűzése után is említik romjait. Ivoševci területe a középkorban a Šubić grófok birtokai közé tartozott. A 16. század első felében török uralom alá került, mely alól a 17. század végén szabadult fel. 1805-ben egész Dalmáciával együtt az Első Francia Császárság része lett. 1815-ben a bécsi kongresszus újra Ausztriának adta, amely a Dalmát Királyság részeként Zárából igazgatta 1918-ig. A településnek 1857-ben 1086, 1910-ben 1480 lakosa volt. Az első világháború után előbb a Szerb-Horvát-Szlovén Királyság, majd Jugoszlávia része lett. 1991-ben már csaknem teljes lakossága szerb nemzetiségű volt. Lakói még ez évben csatlakoztak a Krajinai Szerb Köztársasághoz. A horvát hadsereg 1995 augusztusában a Vihar hadművelet során foglalta vissza a települést, melynek nagy része elpusztult. Szerb lakói elmenekültek. A településnek 2011-ben 360 lakosa volt.

## Lakosság

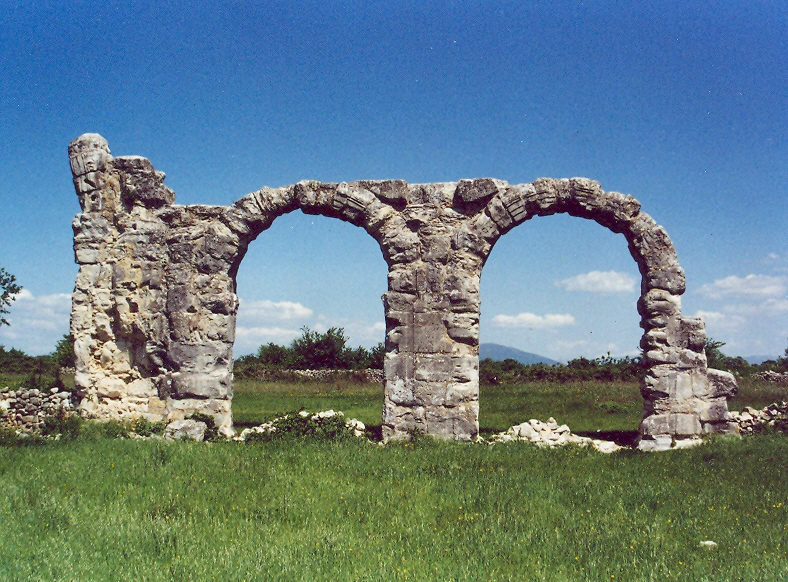
Burnum romjai húsz méterre az 59-es főúttól

| Lakosság változása | Lakosság változása | Lakosság változása | Lakosság változása | Lakosság változása | Lakosság változása | Lakosság változása | Lakosság változása | Lakosság változása | Lakosság változása | Lakosság változása | Lakosság változása | Lakosság változása | Lakosság változása | Lakosság változása | Lakosság változása |
| ------------------ | ------------------ | ------------------ | ------------------ | ------------------ | ------------------ | ------------------ | ------------------ | ------------------ | ------------------ | ------------------ | ------------------ | ------------------ | ------------------ | ------------------ | ------------------ |
| 1857               | 1869               | 1880               | 1890               | 1900               | 1910               | 1921               | 1931               | 1948               | 1953               | 1961               | 1971               | 1981               | 1991               | 2001               | 2011               |
| 1.086              | 1.049              | 1.067              | 1.177              | 1.420              | 1.480              | 1.705              | 1.585              | 1.721              | 1.672              | 1.496              | 1.321              | 1.085              | 977                | 359                | 360                |

## Nevezetességei
- Burnum római város maradványai,[4] melyből mára két, kőből épített boltív látható a Radučićról Ivoševcire menő út mellett. Feltárták az egykori vízvezetéket és az amfiteátrum maradványait is. A romokat a velencei kartográfus Mateo Pagano ábrázolja először a 16. században készített térképén. Írásos műben Alberto Fortis velencei utazó említi először a 19. század elején „Viaggio in Dalmazia dell' Abate” című művében. Az első szakszerű feltárást az osztrák Riesehom professzor vezette 1890-ben, de a nagyobb feltárási munkákat 1912-ben és 1913-ban a bécsi régészeti intézet végezte. 1973-ban a zárai múzeum végzett ásatásokat a katonai tábor és a vízvezeték feltárásával. A legújabb feltárásokat 2002-ben végezték a légiós tábor területén.a zárai és a bolognai egyetem, valamint a drniši múzeum szakemberei.
- Keresztelő Szent János tiszteletére szentelt szerb pravoszláv temploma 1937-ben épült.
- Manojovići nevű településrészen, a Mali Ivoševci felé vezető D59-es úttól délre, részben egy száraz technikával rakott kőkerítésben egy kereszttel díszített, szarkofágszerű sír található. A sír függőlegesen elhelyezett téglalap alakú kőlapokból áll, amelyek a sírládát alkotják. Elülső oldalának középső részén legalább négy sort tartalmazó cirill betűs felirat van. Stílusjellemzői és felirata alapján a sír a kora újkorra tehető.[5]

## Fordítás
Ez a szócikk részben vagy egészben  a   Burnum című horvát Wikipédia-szócikk ezen változatának fordításán alapul.  Az eredeti cikk szerkesztőit annak laptörténete sorolja fel. Ez a jelzés csupán a megfogalmazás eredetét és a szerzői jogokat jelzi, nem szolgál a cikkben szereplő információk forrásmegjelöléseként.